# Буксирування

Буксирування

Буксирува́ння — переміщення одним транспортним засобом іншого транспортного засобу, що не належить до експлуатації автопоїздів на жорсткому чи гнучкому зчепленні або способом часткового навантаження на платформу чи на спеціальне опорне пристосування.

## Буксирування автомобілів
Автомобілі здійснюють буксирування причепів та інших автомобілів. Кріплення буксированого транспортного засобу до буксируючого проводиться через тягово-зчіпний пристрій.

## Буксирування суден

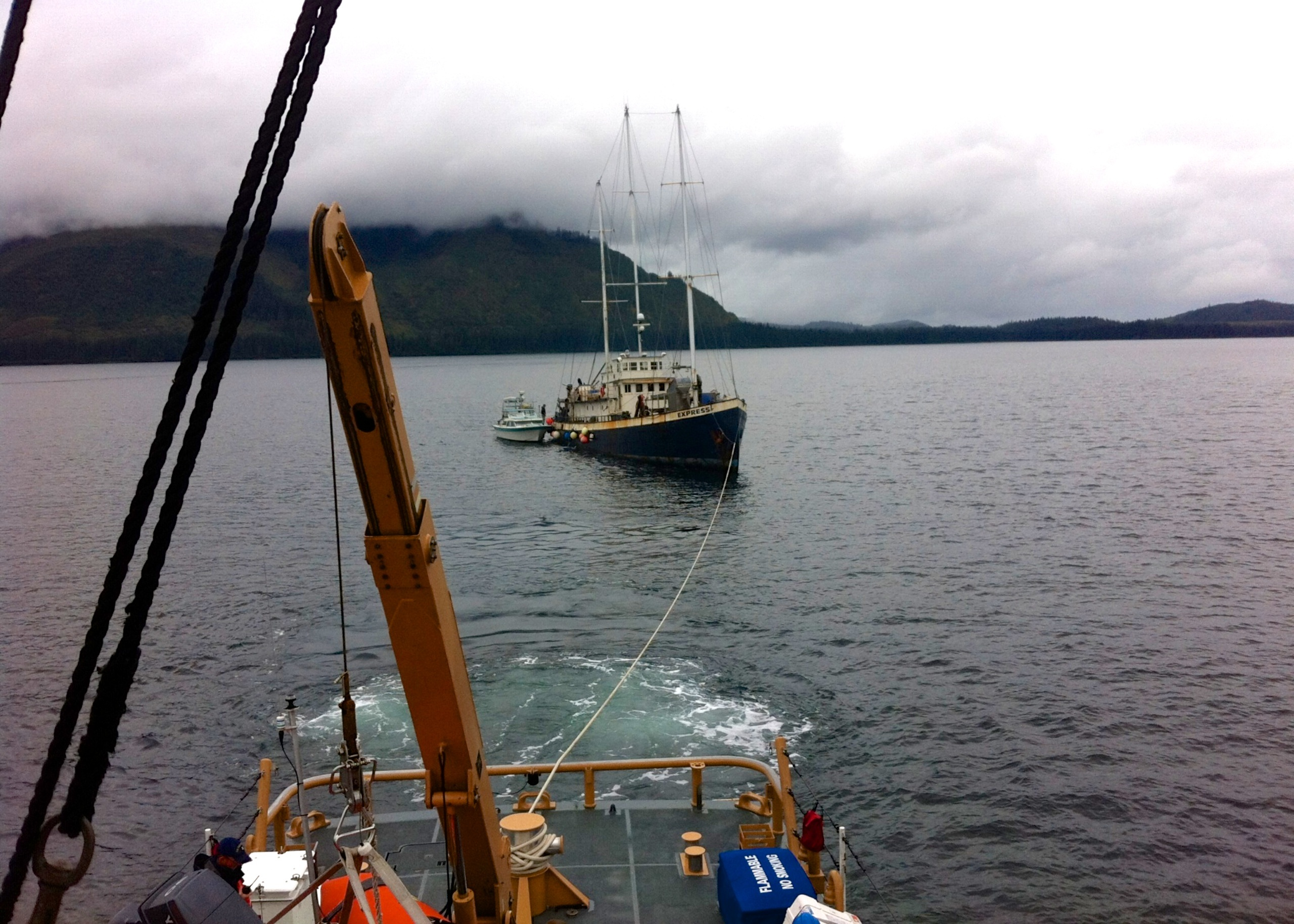
Буксирування рибальського судна катером берегової охорони США

Буксирування суден — пересування несамохідних плавучих засобів (барж, дебаркадерів та ін.) або аварійних кораблів (суден) за допомогою спеціального буксира або звичайного судна. Розрізняють буксирування в кільватер (буксироване судно йде ззаду буксируючого), борт об борт (лагом) і штовханням, коли буксир зі спеціальним пристроєм біля форштевня (штовхач) штовхає буксирований об'єкт перед собою. Окрім того, може застосовуватися і комбіноване буксирування: тяганням і штовханням. На кормі буксира приписано засвічувати буксирувальний вогонь — навігаційний вогонь жовтого кольору.

## Буксирування літаків
Буксирування літаків — аеродромна процедура, під час якої повітряне судно транспортується заднім ходом за допомогою додаткових потужностей від виходу терміналу в бік руліжних доріжок. Буксирування здійснюються спеціальними низькопрофільними автомобілями ― тягачами або буксирами.